# Imaginismo chileno
El imaginismo chileno es un movimiento artístico literario que surgió a finales de la década de 1920 como respuesta involuntaria al criollismo. Sus cabecillas fueron Ángel Cruchaga Santa María, Salvador Reyes Figueroa, Hernán del Solar, Luis Enrique Délano y Manuel Eduardo Hübner.

## Postulados y estilo
La literatura chilena y la hispanoamericana había estado marcada hasta entonces por el criollismo, movimiento que venía desde fines del siglo XIX fuertemente influido por la relativamente reciente independencia de las naciones de América bajo el dominio español. Esto producía literatura épica y fundacional, de lucha contra los embates de la naturaleza o contra algún sistema jerárquico, que buscaba plasmar la realidad y establecer tesis sobre la sociedad.
En ese marco aparece el imaginismo. Con sus obras Barco ebrio, El último pirata y El matador de tiburones, Salvador Reyes da el puntapié inicial para romper con el esquema ya clásico del criollismo y exponer temas, personajes y ambientes totalmente diferentes. Otros escritores ya se inclinaban en esa dirección sin haberlo hecho público, como Luis Enrique Délano.
Con su irrupción en escena, el imaginismo planteó la cuestión del objetivo de la literatura y la función del escritor. Manuel Vega, crítico literario de la época, abogaba por el estudio minucioso, por parte del escritor, de la realidad de su país para reproducirla lo más fielmente posible en sus obras. A su juicio, el flamante imaginismo era una forma de evasión.
Por otro lado, Hernán Díaz Arrieta, más conocido como Alone, celebró la nueva tendencia pues lograba -a su juicio- el objetivo final de la literatura: Emocionarnos, "hacernos sentir, pensar e imaginar", para lograr que nos conozcamos a nosotros mismos y a nuestro semejante.
En el medio de este debate, Salvador Reyes declaró:

Evadirse de la realidad vivida es el supremo deber del artista
Salvador Reyes

El grupo de cabecillas de esta nueva tendencia fundó en 1928 la revista Letras, lo que terminó por darle cohesión al movimiento.
La publicación ese mismo año de La niña de la prisión, de Délano, con prólogo de Reyes, agudizó la controversia. La subsecuente discusión hizo nacer el término imaginismo, y no precisamente de entre sus cultores. De hecho, este grupo de escritores no se propuso fundar una nueva escuela literaria ni dar paso a una nueva moda. Délano lo explicaría así: 

No nos habíamos propuesto innovar en nada, aunque un pensamiento común que sustentábamos era el de que la literatura chilena estaba atiborrada de un criollismo empalagoso y pesado, con exceso de descripciones y poca vida verdaderamente dinámica. Mucho huaso, poca imaginación.
(Luis Enrique Délano, Recuerdo de un imaginista, Revista Literaria de la Sociedad de Escritores de Chile Nº 1, julio-septiembre, 1957. Página 27)

Y más tarde reflexionaría: 

Se habló mucho del grupo de los "imaginistas" que manejaba la revista Letras. La verdad es que nosotros no nos llamábamos imaginistas ni éramos un grupo propiamente tal. Éramos simplemente un conjunto de amigos cansados del criollismo, sin desconocer el valor de los escritores de esa escuela, que eran colaboradores de Letras y con quienes teníamos buena amistad. Lo que queríamos era hacer algo más refrescante, algo como quitarle a la literatura el cuello duro, el bastón y las polainas. Recuerdo haber escrito un artículo sobre este tema en la revista de la Sociedad de Escritores de Chile durante la presidencia de Rubén Azócar
Luis Enrique Délano, Aprendiz de Escritor, Capítulo Salvador Reyes y el "imaginismo".